# Apfelbaum (Gummersbach)
Apfelbaum is een plaats in de Duitse gemeente Gummersbach, deelstaat Noordrijn-Westfalen, en telt 19 inwoners (2007).